# 河西英治
河西 英治（かさい えいじ、1954年 - ）は、日本の実業家。世田谷自然食品創業者であり、代表取締役社長。

## 略歴
長野県松本市出身。長野県諏訪清陵高等学校を経て、大学卒業後、故郷の長野県で家業を継ぎ、その合間に地元の名産品であるリンゴやモモ、味噌などの通信販売を行う。当時折り込み広告を軸とした通信販売で年間数百件の注文を得る。このまま地元でこの仕事を継続するのではなく、もっと広い世界で勝負したいと一念発起して上京する。上京当初はサラリーマン生活を続けながら、通信販売の業務を週末に行う。都会で生活する人々は生活リズムや健康管理に気を配る方が多いという事に気が付き、健康食品や自然食品、自然の中で育まれた品質のよい食材にこだわった商品を提供する。これが世田谷自然食品のルーツとなる。1995年、世田谷自然食品創業。2001年、株式会社世田谷自然食品設立。